# Juan Manuel Concado
Juan Manuel Concado (Buenos Aires, 3 de octubre de 1908 - ibídem, noviembre de 2000) fue un destacado escenógrafo y decorador argentino que tuvo una larga trayectoria ligada a la historia del cine argentino y fue reconocido por su talento por sus colegas - de Manuel Concado estuvo aplicado al séptimo arte, y su nombre está ligado para siempre a la historia del cine nacional, como colaborador en un rubro sustancial de toda película, como lo es el escenográfico.

## Actividad profesional
Tempranamente atraído por el dibujo y el cine, debutó como escenógrafo en 1927 en el filme sin sonido Puños, charleston y besos, dirigido por Luis Moglia Barth y al año siguiente realizó su labor profesional en El momento. Cuando arribó al país el cine sonoro hizo la escenografía de la primera película argentina sonora, Tango!, también dirigida por Moglia Barth en 1933, que presentó un elenco con las principales figuras de la época. Con el fundador de la productora Argentina Sono Film, Atilio Mentasti, diagramó el logotipo de esos estudios, que durante muchos años apareció en la pantalla.
Trabajó luego en los estudios de la productora cinematográfica Sociedad Impresora de Discos Electrofónicos, etapa de la que se recuerda su participación en filmes como Besos brujos y La que no perdonó, y aportó su imprescindible colaboración a José Agustín Ferreyra, uno de los realizadores más entrañables de esos años.
Posteriormente estuvo vinculado con EFA (Establecimientos Filmadores Argentinos) aportando durante muchos años su talento escenográfico a "Nuestra tierra de paz", "La piel de zapa", "El deseo", "Lucrecia Borgia" y otras muchas películas. Algo más tarde alternó su labor de escenógrafo con la de publicista y afichista de películas. Ya a mediados de la década del '50  sus trabajos fueron decreciendo hasta ser interrumpidos por el gobierno de facto. En junio de 1958, el Congreso de la Nación dejó sin efecto las interdicciones de muchas personalidades identificadas con el peronismo entre ellas él. Otras fueron Hugo del Carril, Fanny Navarro, Tita Merello, Ana María Lynch, Luis César Amadori, entre otros.
Considerado como un gran maestro de la escenografía para el cine argentino, Concado, recreo escenas de decenas y prestigiosas películas en la que sus paisajes se asemejaban a los acostumbrados por los films Hollywodenses, con mansiones, brillantes decorados y ambientes épicos.
Montó escenografías para filmes de respetados directores como José A. Ferreyra, Manuel Romero, Arturo Mom, Carlos Schlieper, Mario Soffici, Héctor Ziani y Luis Bayón Herrera, entre otros.
Juan Manuel Concado falleció en Buenos Aires en noviembre de 2000.

## Filmografía
- 1933: Tango!
- 1933: Dancing
- 1934: Riachuelo
- 1935: El alma del bandoneón
- 1935: La barra mendocina
- 1935: Monte criollo
- 1936: Don Quijote del Altillo
- 1936: Ayúdame a vivir
- 1937: Palermo
- 1937: La ley que olvidaron
- 1937: Besos brujos
- 1937: Sol de primavera
- 1937: El forastero
- 1938: 24 horas en libertad
- 1938: Cantando llegó el amor
- 1938: De la sierra al valle
- 1938: Callejón sin salida
- 1938: La que no perdonó
- 1938: Turbión
- 1939: Ambición
- 1939: Chimbela
- 1939: Cuatro corazones
- 1939: El sobretodo de Céspedes
- 1939: Retazo
- 1939: Los pagarés de Mendieta
- 1939: Nuestra tierra de paz
- 1940: Mi fortuna por un nieto
- 1940: Un señor mucamo
- 1940: Ha entrado un ladrón
- 1940: De Méjico llegó el amor
- 1940: Los celos de Cándida
- 1940: Amor
- 1940: Caprichosa y millonaria
- 1940: La luz de un fósforo
- 1941: En la luz de una estrella
- 1941: Si yo fuera rica
- 1941: Cándida millonaria
- 1941: Papá tiene novia
- 1941: Peluquería de señoras
- 1941: Cuando canta el corazón
- 1941: Mamá Gloria
- 1941: Joven, viuda y estanciera
- 1942: La maestrita de los obreros
- 1942: Mañana me suicido
- 1942: Malambo
- 1942: La novela de un joven pobre
- 1942: La casa de los millones
- 1942: Su primer baile
- 1942: Secuestro sensacional!!!
- 1942: Amor último modelo
- 1942: Bruma en el Riachuelo
- 1943: La suerte llama tres veces
- 1943: Capitán Veneno
- 1943: Las sorpresas del divorcio
- 1943: Pasión imposible
- 1943: La piel de zapa
- 1943: El sillón y la gran duquesa
- 1944: La danza de la fortuna
- 1944: Los dos rivales
- 1944: El deseo
- 1945: Una mujer sin importancia
- 1945: La amada inmóvil
- 1946: Tres millones... y el amor
- 1946: Un modelo de París
- 1946: El diablo andaba en los choclos
- 1946: Albergue de mujeres
- 1947: Un marido ideal
- 1947: Santos Vega vuelve
- 1947: Lucrecia Borgia
- 1947: El misterioso tío Silas
- 1947: El jugador
- 1948: Corrientes... calle de ensueños!
- 1948: Romance sin palabras
- 1948: Maridos modernos
- 1948: María de los Ángeles
- 1948: Historia del 900
- 1949: Todo un héroe
- 1949: El ídolo del tango
- 1949: Otra cosa es con guitarra
- 1949: El hombre de las sorpresas
- 1949: El nieto de Congreve
- 1949: Pantalones cortos
- 1949: Fúlmine
- 1949: Imitaciones peligrosas
- 1950: A La Habana me voy
- 1950: Al compás de tu mentira
- 1950: Historia de una noche de niebla
- 1950: El morocho del Abasto (La vida de Carlos Gardel)
- 1950: Los Pérez García
- 1951: Con la música en el alma
- 1951: Tierra extraña
- 1952: El infortunado Fortunato
- 1952: Bárbara atómica
- 1952: ¡Qué rico el mambo![4]